# Michel Gaißmayer
Michel Gaißmayer (auch Michael bzw. Geissmayer) (* 21. Dezember 1937 in Berlin; † 22. Januar 2025 ebenda) war ein deutscher Schriftsteller und Kulturredakteur.

## Leben

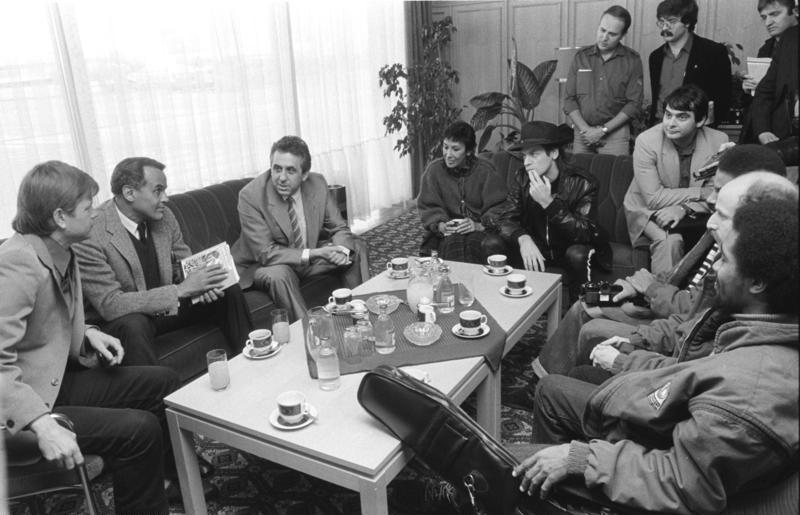
Lindenberg am Tag des Konzerts 1983 mit Egon Krenz und Harry Belafonte im Empfangsbereich des Flughafens Schönefeld

Gaißmayer verbrachte seine Jugend im Ruhrgebiet, dort war sein Vater Mitbegründer der Westdeutschen Allgemeinen Zeitung. Ab 1957 studierte er Theaterwissenschaft, Geschichte, Germanistik und Philosophie in Berlin und München. Ab 1959 arbeitete er mit den Regisseuren des Jungen deutschen Films in München zusammen. Später arbeitete er in München und in Moskau mit den Regisseuren Peter Lilienthal, Wim Wenders und Elem Klimov. Ab 1965 war er für zwei Jahre kulturpolitischer Berater und Wahlkampfhelfer für den späteren Bundeskanzler Willy Brandt.
Später wurde er Mitglied der Sozialistischen Einheitspartei Westberlins. Dadurch hatte er Kontakte zu Egon Krenz, der damals Vorsitzender der FDJ der DDR war. Gleichzeitig war er Berater von Udo Lindenberg. Lindenberg wollte seit den 1970er-Jahren unbedingt in der DDR auftreten, hatte aber mit der Veröffentlichung des Songs Sonderzug nach Pankow Anfang 1983 seine Auftrittschancen in der DDR stark verringert. Deshalb verfasste Gaißmayer am 23. August 1983 einen Brief im Namen Lindenbergs an Erich Honecker. Lindenberg sagte dazu: „Dabei hat er [Gaißmayer] mir geholfen. Ich hätte geschrieben: ‚Eh Honey, keine Panik … alles klar.‘ Ne, sagte er, da musst Du schreiben ‚Staatsratsvorsitzender‘ und so mit bisschen trallala.“ Somit initiierte Gaißmayer den ersten Auftritt Udo Lindenbergs in der DDR. Honecker las den Brief wohlwollend und übergab ihn Krenz mit dem Auftrag, den Auftritt Lindenbergs zu organisieren. Eine endgültige Genehmigung Honeckers für den Auftritt holte sich Krenz in einem Brief vom 8. September 1983. Der Auftritt fand dann am 25. Oktober 1983 im Palast der Republik im Rahmen der Veranstaltung Für den Frieden der Welt statt. Gaißmayers damalige Freundin, die schwedische Fotografin Kristina Eriksson, die schon den Brief an Honecker auf der Schreibmaschine im Westberliner Hotel Intercontinental getippt hatte, machte anlässlich des Konzertes Bilder von Krenz und Lindenberg, da im Palast an dem Tag keine westdeutschen Medien zugelassen waren.
Seit Ende der 1980er-Jahre war er Redakteur bei Alexander Kluges unabhängigen Kulturmagazinen im Fernsehen. Im Jahre 2001 spielte er eine Nebenrolle (Verleger) im Film Suck My Dick. 2021 war er Kandidat der Partei Die Partei in Berlin auf dem Listenplatz 13.
Wie der Regisseur Stephan Suschke, der ihn am Ende begleitete und noch kurz vor seinem Tod Gaißmayers Erinnerungen an die Ereignisse um das Lindenberg-Konzert veröffentlichte, der Berliner Zeitung mitteilte, ist Michel Gaißmayer am 22. Januar 2025 in Berlin gestorben.

## Werke
- Mitarbeit an der Ausstellung: Die gesellschaftliche Wirklichkeit der Kinder in der bildenden Kunst. 1979 in der Staatlichen Kunsthalle Berlin.
- Crossmapping: Partenheimer in China. Richter, Dänischenhagen 2001.
- Sonderzug nach Pankow. Edition Stiftung Schloss Neuhardenberg 2011.